# Urraca Sanches de Pamplona
Urraca Sanches de Pamplona (? - 23 de junho de 956), infanta de Navarra e rainha consorte de Leão (932-951).
Urraca era a segunda filha de Sancho Garcês I de Pamplona e da rainha Toda Aznares, sendo irmã do rei de Navarra Garcia Sanches I.
Casou-se em 932 com Ramiro II de Leão, do qual teve os seguintes filhos:
- Sancho I de Leão (935-966), rei de Leão;
- Elvira de Leão (m. 986), monja e regente do reino entre 966 e 975, durante a menoridade do seu sobrinho-neto Ramiro III de Leão.